# Schloss Zellerreit
Schloss Zellerreit liegt in Zellerreit, einem Gemeindeteil der Gemeinde Ramerberg, im oberbayerischen Landkreis Rosenheim. Zellerreit liegt etwa 20 km östlich von Ebersberg und 15 km südwestlich von Wasserburg am Inn. Die Anlage ist unter der Aktennummer D-1-87-164-18 als denkmalgeschütztes Baudenkmal von Zellerreit verzeichnet. Ebenso wird sie als Bodendenkmal unter der Aktennummer D-1-7938-0165 im Bayernatlas als „untertägige spätmittelalterliche und frühneuzeitliche Befunde im Bereich von Schloss Zellerreit und seinen Vorgängerbauten sowie der zugehörigen Kath. Schlosskapelle St. Georg“ geführt.

## Geschichte

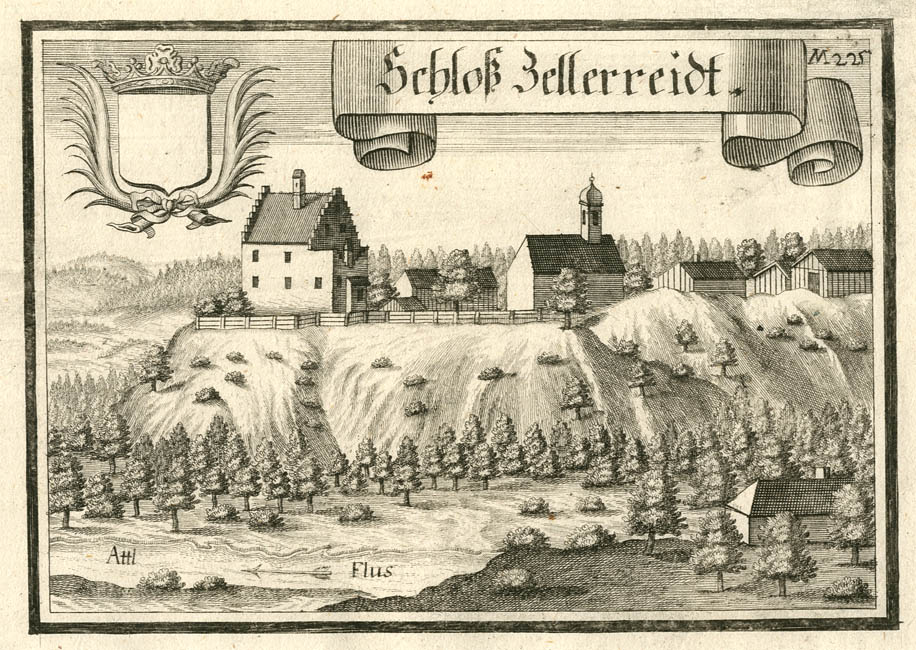
Schloss Zellerreit, Stich von Michael Wening

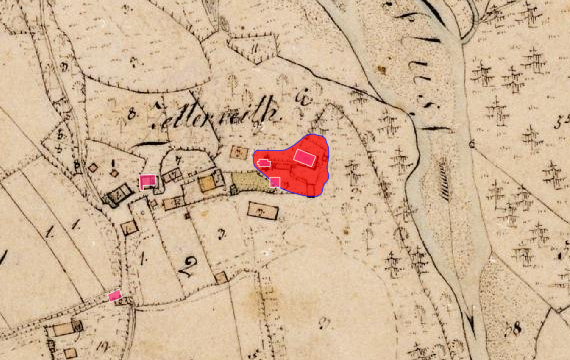
Lageplan von Schloss Zellerreit auf dem Urkataster von Bayern

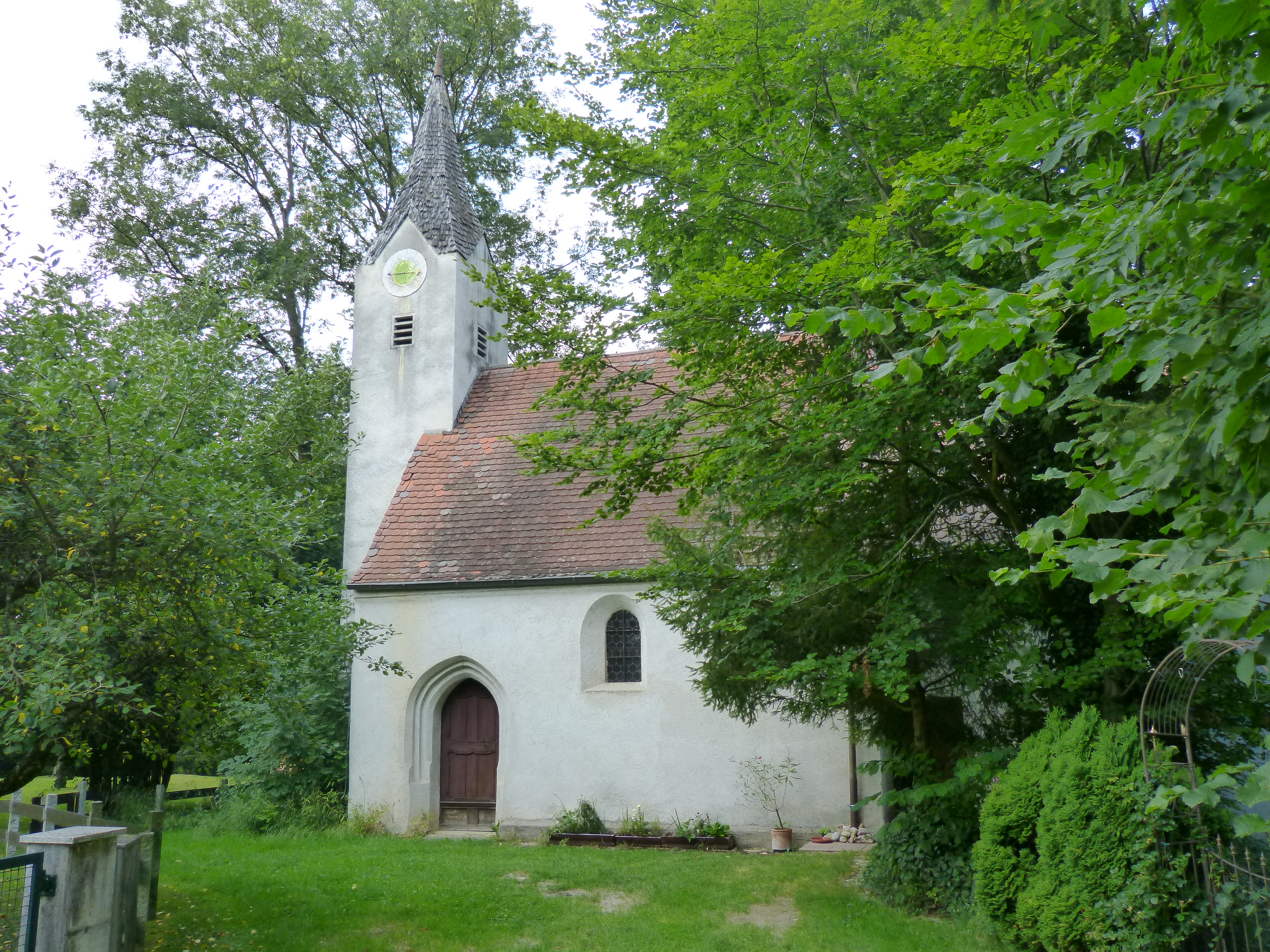
Schlosskapelle St. Georg

Bis in das 14. Jahrhundert geht der Standort eines Schlosses auf die Hofmark Zellerreit zurück.
Das Schloss befand sich vor dem 17. Jahrhundert im Besitz der Edlen von Zeller. Im Jahre 1606 wechselte der Besitz an die Familie Freiherren von Kern (vermutlich an Abraham von Kern, † 1628, aus Wasserburg am Inn), die es von den Dellinger erwarben. Im ersten Drittel des 19. Jahrhunderts wurde ein ‚Ritter von Mussinan‘ als Besitzer angeführt (dabei dürfte es sich um Joseph Anton von Mussinan gehandelt haben), der Schloss und Umgebung von den Kern erwarb und urbar machte. Neben der Auslichtung des umgebenden Gehölzes wurden zu der Zeit am Berghang ein Obst- und Gemüsegarten sowie eine Baumschule angelegt.

## Beschreibung
Das Schloss stammt ursprünglich aus der zweiten Hälfte des 16. Jahrhunderts und wurde in dreigeschossiger Bauweise mit Satteldach und abgetreppten Giebeln erbaut. Bestandteil der Schlossanlage ist die spätgotische Schlosskapelle St. Georg (Ramerberg) mit barocker Innenausstattung (darunter ein Altar, der zu Ehren der heiligen Georg und Antonius geweiht ist), Satteldach, einem westlichen Dachreiter sowie einem Spitzgiebel. Der letzte Umbau erfolgte im 19. Jahrhundert. Aus dieser Zeit stammt die gemauerte Toreinfahrt mit Dreiecksgiebel und Zinnen.

## Zeitgenössisches
Das Bayerische Nationalmuseum erwarb zu Beginn des 20. Jahrhunderts eine Tischplatte aus dem Schlossinventar. Dabei handelte es sich um eine seltene frühe malerische Darstellung der bayrischen Topographie zu Zeiten der Renaissance aus 1531 (Landkarte von Alt-Bayern), umgeben von Lustszenen wie Bad, Jagd und Spiel sowie diversen Geschlechterwappen, in einer Größe von 108,5 × 112 cm. Bei dieser Darstellung handelt es sich vermutlich um ein Faksimile einer verlorenen Holzschnittkarte von Johannes Aventinus.